# Figueroa megye
Figueroa egy megye Argentína északi részén, Santiago del Estero tartományban. Székhelye La Cañada.

## Népesség
A megye népessége a közelmúltban a következőképpen változott:
| Év   | Lakosság |
| ---- | -------- |
| 2001 | 17 479   |
| 2010 | 17 820   |